# Corn Laws
Vous lisez un « bon article » labellisé en 2009.

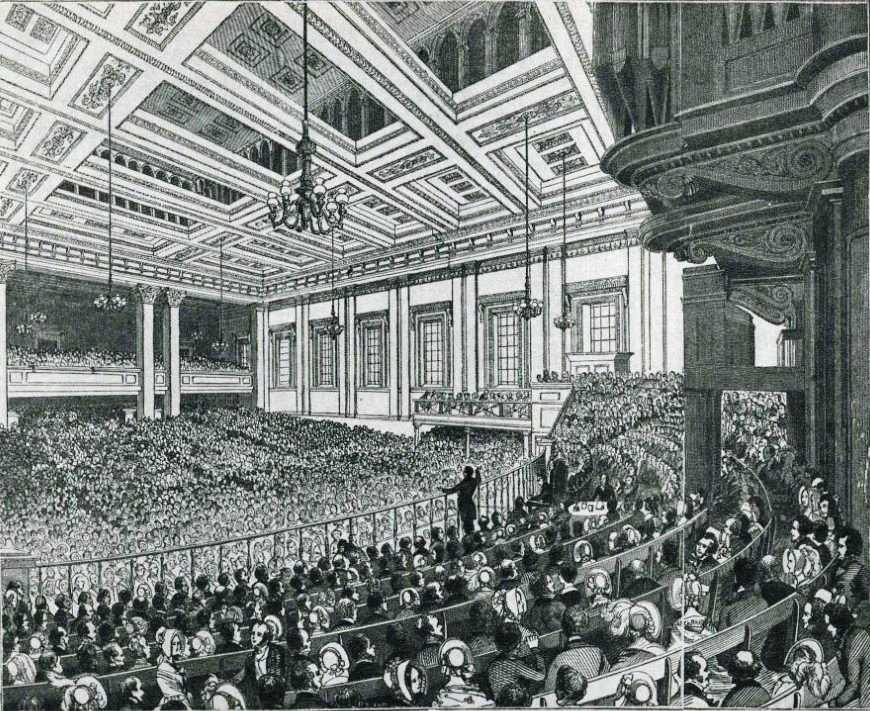
Réunion de lAnti-Corn Law League en 1846.

Les Corn Laws étaient une série de textes réglementaires adoptés au Royaume-Uni entre 1773 et 1815 pour encadrer le commerce des céréales avec l'étranger. On désigne cependant le plus souvent par ce terme le dernier de ces textes, le Corn Law Act de 1815, qui interdisait toute importation de céréales lorsque les cours passaient en dessous d'un certain seuil.
Le caractère protectionniste de cette législation en fit une cible de choix pour les libéraux britanniques qui souhaitaient orienter le pays vers le libre-échange pour qu'il développe un avantage comparatif dans l'industrie. Réunis dans une Ligue pour l'abolition des lois sur le blé (Anti-Corn Law League), ils lancèrent dès 1838, en utilisant des techniques de diffusion novatrices, une vaste campagne pour faire pression sur le pouvoir politique. Ils obtinrent finalement gain de cause en 1846 par l'intermédiaire du Premier ministre Robert Peel.

## Une volonté protectionniste

### Baisse des prix et suréquipement agricole
Dans un contexte de guerre quasi continue avec la France à partir de 1793, et particulièrement au moment du blocus continental institué par Napoléon, la Grande-Bretagne avait cherché d'une part à diversifier ses approvisionnements en céréales, mais surtout d'autre part à augmenter ses capacités de production. Du fait de la forte tension liée au contexte guerrier, la croissance de la production n'avait pas pesé sur les prix. Au contraire, la situation privilégiée des producteurs céréaliers britanniques sur leur marché intérieur au début du XIXe siècle entraîna une rapide augmentation des prix : l'offre de grains s'étant raréfiée, ceux-ci s'échangeaient à des prix plus élevés. Avoisinant pendant la guerre les 90 à 100 shillings le quarter, le prix du blé culmina même à 127 shillings en 1812. Cependant, avec la fin des guerres napoléoniennes et du blocus, et dans un contexte de récoltes particulièrement bonnes à partir de 1813, il chuta, en 1814, à 74 shillings par quarter de blé pour se stabiliser ensuite entre 40 et 60 shillings/quarter. L'agriculture britannique payait le prix de son suréquipement, de sa volonté de mettre en culture certaines terres aux qualités très relatives (par exemple dans les Midlands) ou de relancer le mouvement des enclosures malgré le coût élevé de ces remembrements.
Si les prix se maintenaient à ces bas niveaux, les fermiers qui s'étaient engagés, sur la base des prix élevés du temps de guerre, à verser des loyers élevés aux représentants de l'aristocratie foncière dont ils louaient la terre, risquaient de se retrouver dans l'incapacité de respecter leurs engagements, grevant d'autant les revenus des grands propriétaires.

### Le vote de laCorn Lawde 1815, aboutissement du mercantilisme britannique

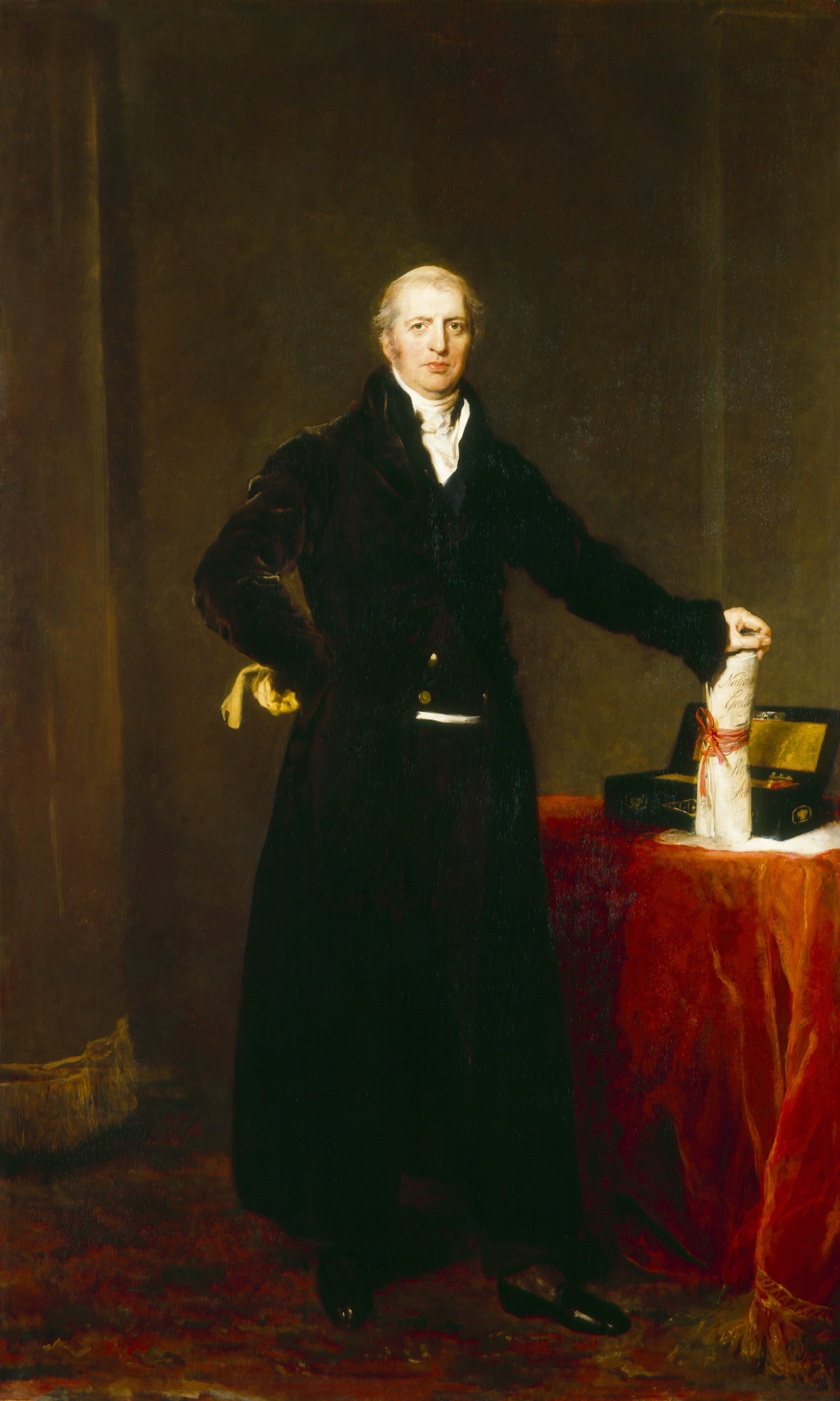
Lord Liverpool, dont le gouvernement vota la Corn Law de 1815.

Face à cette situation, les représentants du landed interest, souvent issus de l'aristocratie, utilisèrent les relais dont ils disposaient au Parlement britannique pour faire voter une loi préservant leurs intérêts : en 1815, le gouvernement Tory de Lord Liverpool fit voter la Corn Law. Si le prix de gros moyen du blé descendait en dessous de 80 shillings le quarter, toute importation de blé étranger au Royaume-Uni était interdite.
Le système fut assoupli en 1828, avec l'introduction du système de l'échelle mobile, qui « visait à réduire les importations de céréales sans provoquer de disette et à stabiliser les prix ». Néanmoins, le caractère protectionniste de la réglementation sur les grains demeurait : en décourageant l'importation de blé, elle protégeait les producteurs britanniques de la concurrence extérieure, y compris de celle de l'empire puisque la loi de 1815 prévoyait que le blé en provenance des colonies britanniques ne pouvait être importé lorsque les prix tombaient en dessous de 66 shillings/quarter.
Cette politique de protection de l'agriculture nationale par des mesures douanières fortes ne constituait pas une nouveauté au Royaume-Uni. Cette tradition, qui remontait au XVIIe siècle et s'était exprimée récemment en 1791 et 1804, reposait sur une vision mercantiliste de l'économie. Si le libéralisme avait triomphé dans l'économie intérieure, Actes de Navigation, barrières douanières et monopole des compagnies commerciales avaient permis à l'économie britannique de se développer à l'abri de la concurrence étrangère. Comme le souligne François Bédarida, « c'est dans le cadre rigide du protectionnisme que s'est opérée la révolution industrielle, ainsi que la grande expansion commerciale qui l'a accompagnée ». En outre, ces taxes douanières fortes (elles correspondaient à un tiers de la valeur des importations nettes) et portant sur un grand nombre de produits, avaient l'avantage de fournir à l'État britannique une bonne part de ses recettes fiscales depuis que l'impôt sur le revenu (income tax) avait été supprimé en mars 1816 : en 1840, 46 % des recettes du budget correspondaient à des droits de douane. Toute remise en cause des barrières douanières risquait donc d'entraîner ipso facto la création de nouveaux impôts directs pour compenser la disparition des recettes afférentes. De fait, pour assurer un minimum de recettes budgétaires à l'État, la réintroduction – théoriquement provisoire – de l'impôt sur le revenu par Robert Peel en 1846 constitua un préalable indispensable à toute remise en cause des Corn Laws. Le poids de cet impôt dans les recettes de l'État britannique s'accrut d'ailleurs dans les années qui suivirent.

## Conséquences desCorn Laws

### Craintes et espoirs
Dès le vote de 1815 obtenu, les Corn Laws cristallisèrent la controverse opposant les partisans du libre-échange à ceux qui souhaitaient maintenir une réglementation protectionniste. Il s'agissait pour les partisans du libre-échange de faire valoir les avantages de leur doctrine, censée notamment, si elle était appliquée, garantir un meilleur niveau de vie aux populations ouvrières en faisant baisser le prix du blé et donc du pain, maintenu artificiellement élevé par le refus de la concurrence étrangère. En outre, selon eux, les Corn Laws augmentaient d'une part les prix de revient des industriels en les contraignant à payer des salaires trop élevés, réduisaient d'autre part la capacité des classes populaires à consacrer une part importante de leur budget à d'autres dépenses que celles liées exclusivement à leur subsistance, ce qui limitait « l'élargissement du marché intérieur pour les produits manufacturés ». Enfin, pour les défenseurs du libre-échange, les restrictions aux importations de céréales limitaient l'expansion, dans les pays fournisseurs de grain, des exportations britanniques de biens industriels, « car si l'on empêchait le reste du monde encore non industrialisé de vendre ses produits agricoles, comment pourrait-il payer les articles manufacturés que seule la Grande-Bretagne pouvait – et devait – leur fournir » ?
En revanche, et cela explique leur réticence face à toute réforme en la matière, le système institué par les Corn Laws était profitable à l'aristocratie foncière : il y avait davantage de fermiers prêts à louer des terres pour les exploiter que de terres disponibles, dans la mesure où les barrières douanières devaient maintenir la rentabilité de l'activité agricole au Royaume-Uni. Les grands propriétaires pouvaient dès lors obtenir des loyers relativement élevés, car les fermiers soumis à la concurrence proposaient le prix maximal qu'ils pouvaient supporter pour la location des terres.

### Une efficacité et une nocivité très relative
Le Corn Law Act de 1815 fut immédiatement accusé par les libéraux de handicaper l'économie britannique, notamment en maintenant les prix du blé à des niveaux très élevés. Cet objectif déclaré de la loi risquait de restreindre les capacités de consommation des catégories populaires et, partant, la croissance de la demande de produits manufacturés sur le marché intérieur.
Or, dans les faits, on constate que jamais les prix du blé n'atteignirent les hauts niveaux atteints durant les French Wars (1793-1815), ce que la Corn Law était pourtant censée garantir aux producteurs : les 80 shillings/quarter ne furent dépassés qu'en 1817-1818 et les prix s'orientèrent ensuite durablement à la baisse jusqu'en 1835, où ils atteignirent 39 shillings/quarter. Même si, la conjoncture s'améliorant, les prix se redressèrent à partir du milieu des années 1830, on peut dire que « les Corn Laws n'ont pas empêché la crise du monde agricole ». De fait, nombreux furent dans les années 1820 les fermiers acculés à la ruine ou les propriétaires contraints de consentir des rémissions et/ou des baisses de loyers. La chute de rentabilité de l'activité agricole s'exprime d'ailleurs dans le fort mouvement migratoire des campagnes vers les villes visible dans les statistiques à partir des années 1815-1820, même si la population rurale ne baissa pas, du fait de l'importante augmentation générale de la population britannique à cette époque.
Cette croissance démographique spectaculaire (ainsi que l'augmentation encore plus forte de la demande de pain blanc) rend d'autant plus surprenante la paradoxale inefficacité du dispositif voté en 1815 : la demande augmentait de ce fait mécaniquement, ce qui aurait dû renforcer les mécanismes inflationnistes des Corn Laws. En fait, les gains de productivité dégagés par l'agriculture britannique pendant les French Wars n'avaient pu donner leur pleine mesure du fait de conditions météorologiques défavorables. Comme le souligne François Crouzet, « les mauvaises récoltes ayant été plus rares après 1812 et la demande de pain étant inélastique, la Grande-Bretagne eut une capacité excessive de production de céréales, qui ne fut résorbée que progressivement par l'accroissement de la population, d'autant que la production continua à augmenter ». De ce fait, Corn Laws ou pas Corn Laws, dès lors que la récolte n'était pas mauvaise, les prix avaient tendance à s'orienter à la baisse. Cela se vérifia jusqu'en 1835, date à laquelle démarra un nouveau cycle de hausse des prix, qui atteignirent 71 shillings/quarter en 1839 et relancèrent l'agitation chartiste et surtout la contestation des Corn Laws par les partisans du libre-échange.

## La remise en cause desCorn Laws

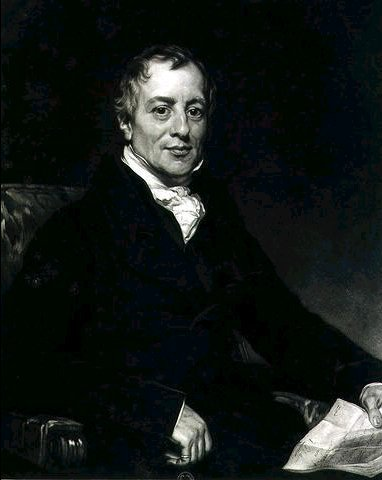
David Ricardo

### LaCorn Lawde 1815, source immédiate de débats théoriques
Le Corn Law Act fut discuté dès son instauration en 1815, « débat qui tradui[sait] une montée en puissance de l'expertise économique et marqu[a] l'histoire économique par sa densité ». David Ricardo notamment prit clairement position contre ces lois, convaincu du « coût de revient trop élevé, pour l'économie dans son ensemble, d'une trop forte protection de l'agriculture ». Il appuyait notamment son argumentation sur la théorie de la répartition des revenus (salaires, profits et revenus fonciers) qu'il avait développée dans ses Principes de l'économie politique et de l'impôt (1817). En effet, les salaires étant fixés selon lui en fonction du niveau de subsistance qu'ils assurent aux travailleurs, ils ne peuvent descendre en dessous de ce seuil. Dès lors, si les prix du blé ne baissent pas voire augmentent en raison du refus de recourir aux importations, les entrepreneurs sont contraints de faire de même pour les salaires de leurs ouvriers, alors qu'ils souhaiteraient, au moins dans un premier temps, baisser les salaires pour mieux s'imposer sur les marchés extérieurs « grâce à la combinaison d'une industrie mécanisée et de salaires peu élevés ». Dans ce cadre, et du fait de la loi des rendements décroissants et de la rente différentielle de la terre, leurs profits stagnent ou diminuent, ce qui bloque le développement industriel. 

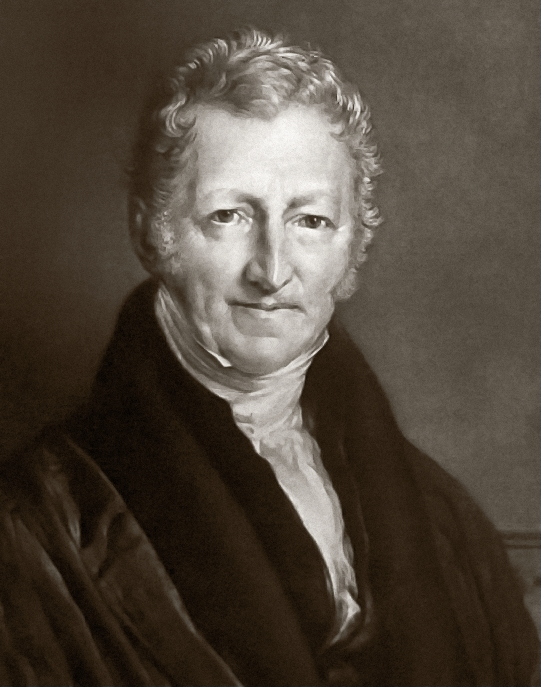
Thomas Malthus

Par ailleurs, dans un contexte d'augmentation de la population, il devient nécessaire d'emblaver des terres moins fertiles, dont les rendements sont plus faibles (loi des rendements décroissants). De ce fait, les prix du blé se calent sur la production des terres les moins productives : les prix augmentent comme la marge des propriétaires des terres favorables à la culture du blé. Ainsi, selon Ricardo, la part des entrepreneurs dans les revenus diminue, contrairement à celle des propriétaires fonciers, classe oisive. La protection douanière modifie donc le partage de la richesse nationale en défaveur des entrepreneurs et au profit de la rente foncière. Pour Ricardo, abolir les Corn Laws et « promouvoir le libre-échange, c'est briser le cercle fatal qui entraîne les profits à la baisse et l'économie dans la régression ». Cela aurait en outre l'avantage de lisser les fluctuations du prix du blé, dans la mesure où les déséquilibres d'offre et de demande liée aux aléas climatiques locaux seraient bien moins prononcés.
Thomas Malthus au contraire considère ces lois protectionnistes avec bienveillance dans la mesure où, en soutenant la production agricole du pays et en ne faisant pas dépendre sa subsistance de l'étranger, elles assurent son indépendance alimentaire, indépendance dont le blocus napoléonien avait montré l'importance, du moins dans le cas où la maîtrise des mers n'est pas assurée. La remise en cause des lois sur le blé s'appuyant sur l'idée ricardienne de division internationale du travail risquerait par ailleurs de remettre en cause la stabilité sociale de la nation, dans la mesure où « il existerait, selon [Malthus], une proportion naturelle entre activités agricoles et industrielles ». Malthus, dans ses Observations sur les effets des lois sur les blés (1814) s'attaque en outre à certains fondements du raisonnement de Ricardo. Il conteste notamment le lien étroit établi par ce dernier entre niveau des salaires et prix du blé, dans la mesure où selon lui la consommation de blé n'entre que pour une part marginale dans la consommation globale des salariés. D'ailleurs, comme il fait remarquer, « des situations de pauvreté et de famine apparaissent parfois dans des pays où les prix du blé sont très bas ».

### L'Anti-Corn Law League

#### Retour des polémiques et création de la Ligue
Malgré la publication en 1820 d'une pétition dite « des marchands » par l'économiste Thomas Tooke avec le soutien du Political Economy Club fondé par Ricardo, ces polémiques eurent tendance à s'affaiblir dans les années 1820 avec la baisse des prix du blé et les assouplissements de la rigueur protectionnistes consentis par les gouvernements conservateurs (notamment en 1828 l'établissement de l'échelle mobile) soucieux de parer aux difficultés causées outre-Atlantique, dans la colonie de l'Ontario.
Ces polémiques rebondirent en 1836, même si la responsabilité du Corn Law Act de 1815 dans la crise économique des années 1830-1840 fut probablement négligeable.

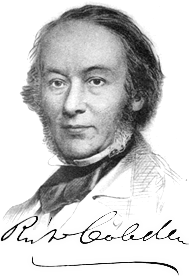
Richard Cobden

Le combat contre les Corn Laws fut notamment mené par Richard Cobden (1804-1865), « un jeune manufacturier au tempérament d'apôtre », qui créa dans ce but le 10 septembre 1838, avec quelques autres industriels radicaux de Manchester, une Anti-Corn Law Association qui obtint dès décembre le soutien de la chambre de commerce de la ville et devint au mois de mars de l'année suivante l'Anti-Corn Law League (ACLL), organisation à vocation nationale, fédération d'associations locales. Cobden était notamment aidé dans sa tâche par un autre industriel du Lancashire, John Bright (1811-1889), qui en tant que quaker, apporta « à la campagne contre les Corn Laws la force de ses convictions morales et religieuses en même temps que le pouvoir de son éloquence ; au sein de la Ligue, il est l'orateur tandis que Cobden est l'organisateur ». C'est toutefois Richard Cobden qui par la suite est devenu le représentant emblématique du mouvement. En France, l'économiste Frédéric Bastiat écrira le livre Cobden et la Ligue et lui apportera un soutien inconditionnel.

#### Un groupe de pression de premier ordre
En quelques mois, l'ACLL lança une campagne de propagande particulièrement efficace. Karl Marx lorsqu'il prononça le 9 janvier 1848 son Discours sur la question du libre-échange, manifesta, non sans polémique, son étonnement devant l'énergie de cette « armée de missionnaires » : « Ils construisent à grands frais des palais, où la League établit, en quelque sorte, sa demeure officielle ; ils font marcher une armée de missionnaires vers tous les points de l'Angleterre, pour qu'ils prêchent la religion du libre-échange ; ils font imprimer et distribuer gratis des milliers de brochures pour éclairer l'ouvrier sur ses propres intérêts, ils dépensent des sommes énormes pour rendre la presse favorable à leur cause, ils organisent une vaste administration pour diriger les mouvements libre-échangistes, et ils déploient toutes les richesses de leur éloquence dans les meetings publics ». 

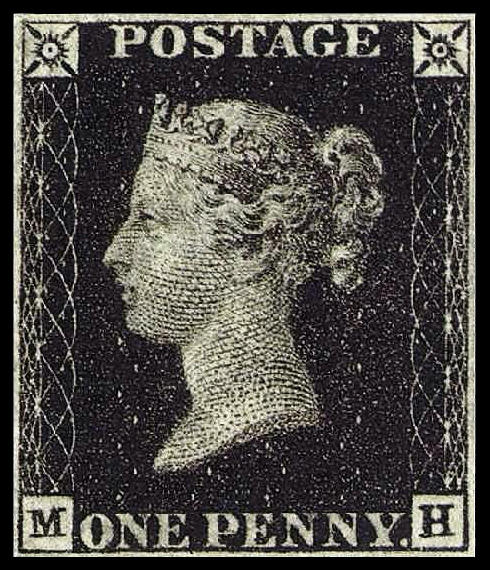
Timbre à un penny

Des réunions furent de fait organisées dans les principales villes britanniques, parfois même avec une fréquence hebdomadaire à Londres. Le succès public des conférences organisées dans tout le pays et le nombre important de souscripteurs permirent à l'ACLL de financer de nombreux livres, brochures et tracts et même d'acquérir un quartier général spécifique, le Free Trade Hall. Ainsi, pour la seule année 1840, la ligue organisa 800 conférences, imprima un million de brochures et de tracts, tirant son bulletin à 300 000 exemplaires et présenta une pétition d'un million et demi de signatures au Parlement. Elle sut en outre utiliser à son profit l'institution récente, en 1840, de la poste royale moderne, notamment l'institution du timbre à un penny (penny post) pour inonder le pays de ses publications.
L’Anti-Corn Law League, « sinon le premier, du moins l'un des premiers groupes de pression économique moderne », investit largement la presse de l'époque, allant jusqu'à créer de véritables périodiques liés organiquement (The League) ou indirectement à elle. On peut notamment citer l'hebdomadaire libéral The Economist, fondé en 1843 par le fabricant de chapeau James Wilson pour soutenir la cause. L'ACLL savait adopter des techniques de propagande moderne et utiliser des arguments percutants : ils distribuèrent ainsi des milliers de tracts à la sortie des boulangeries présentant la différence de taille, selon eux, entre le « pain protectionniste » et le « pain libre-échangiste ».
Les dirigeants de l'ACLL ne voulaient pas en effet passer pour les défenseurs du capital. Aussi, leur stratégie « consista à se servir de la misère des ouvriers pour renforcer leur action contre les Corn Laws » et à insister sur les objectifs susceptibles de rallier les milieux populaires : pain moins cher et créations d'emplois étaient présentés comme horizon de la libéralisation des échanges. Cet argumentaire ne fut pas sans rencontrer un écho dans certaines franges des milieux ouvriers, notamment à partir de 1843 dans les rangs de chartistes déçus par leurs échecs, même si d'autres chartistes soulignèrent que toute « diminution du coût de la vie conduirait aussitôt les patrons à abaisser les salaires ».
Pour convaincre l'opinion britannique, l'ACLL avançait, outre ces améliorations matérielles escomptés de la vie quotidienne, la conviction que la paix entre les peuples constituerait « le couronnement promis de la division internationale du travail ». Cependant, l'idéalisme sincère de Cobden n'excluait pas des visées impérialistes, chez d'autres partisans du libre-échange, tel Joseph Hume : « en élargissant son commerce extérieur, l'Angleterre pourrait rendre le monde entier tributaire d'elle ».

### Combat contre lesCorn Lawset lutte des classes

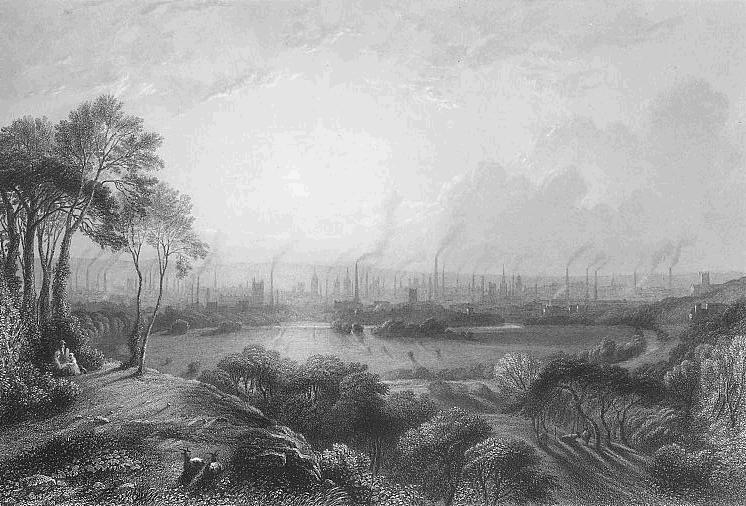
Gravure représentant Manchester. Edward Goodall (1795-1870).

La campagne de l'ACLL rencontra un écho étonnant dans la classe moyenne, notamment non-conformiste : « à bien des égards, l'agitation libre-échangiste a constitué la contrepartie bourgeoise du chartisme ouvrier », un moyen pour la bourgeoisie radicale britannique de défendre ses intérêts face aux revendications ouvrières et au conservatisme des élites issues de l'aristocratie comme le soulignait Cobden lui-même : « pour beaucoup d'entre nous, nous sommes entrés dans la lutte avec l'idée que nous avions un intérêt de classe bien défini dans l'affaire ».
Cette dimension du combat de Cobden et de ses partisans était sans doute prépondérante : pour une part, la lutte pour la libre circulation des grains ne constituait qu'un outil pour affaiblir économiquement la classe terrienne et les country gentlemen et remettre ainsi en cause leur domination politique. Quelques décennies plus tard, John Morley (1838-1923), libre-échangiste convaincu, dans sa biographie de Richard Cobden publiée en 1881, présente ainsi la cause de ce dernier comme « un combat pour l'influence politique et l'égalité opposant l'aristocratie terrienne aux grands industriels ». Le 22 décembre 1838, le Leeds Mercury était à peine plus emphatique en résumant l'enjeu à un affrontement « entre l'aristocratie et la nation, entre 30 000 propriétaires et 26 millions d'hommes ». De fait, comme le souligne François Bédarida, l'affrontement des deux classes ne se dissimulait pas sous des circonlocutions oratoires : « dénonçant avec âpreté privilèges et monopoles, la Ligue lance des appels égalitaires à coups de citations bibliques où sont cloués au pilori les riches possédants dont l'opulence repose sur la misère des affamés ; elle vitupère les « filous titrés » et les « aristocrates spoliateurs » ».
Les opposants à la réforme, réunis dès 1844 dans une Anti-League disposant notamment du Farmer's Magazine comme organe de presse et du duc de Richmond comme leader, se firent l'écho de cette dimension fondamentale du conflit : pour eux, l'agitation libre-échangiste sapait les fondements de la société britannique. En poursuivant l'œuvre du Reform Bill de 1832 qui avait élargi le corps électoral, elle affaiblit davantage encore la classe terrienne, la « landed gentry », et, au-delà, elle tendait à abolir « the territorial constitution of England » selon les mots de Benjamin Disraeli. C'est ce qu'exprimait le Birmingham Advertiser du 18 janvier 1844, qui voyait dans cette agitation un complot « visant à détruire l'agriculture britannique, la propriété, les droits de l'aristocratie terrienne, l'Église anglicane, le Trône et la Constitution ». Non sans souligner au passage « la rapacité des patrons et des marchands de la classe moyenne, leur exploitation éhontée des ouvriers »...
Ce point de vue, qui faisait du débat sur les Corn Laws un enjeu de lutte des classes, était indéniablement celui de la plupart des contemporains. Il doit cependant être nuancé : si l'opposition à toute abrogation était forte en milieu rural, nombreux étaient les aristocrates à ne pas se sentir directement menacés par la disparition éventuelle des Corn Laws, dans la mesure où leurs investissements – et leurs revenus – relevaient souvent d'activités variées où les mines, les placements à l'étranger et les chemins de fer tenaient une place croissante.

## L'abolition desCorn Laws

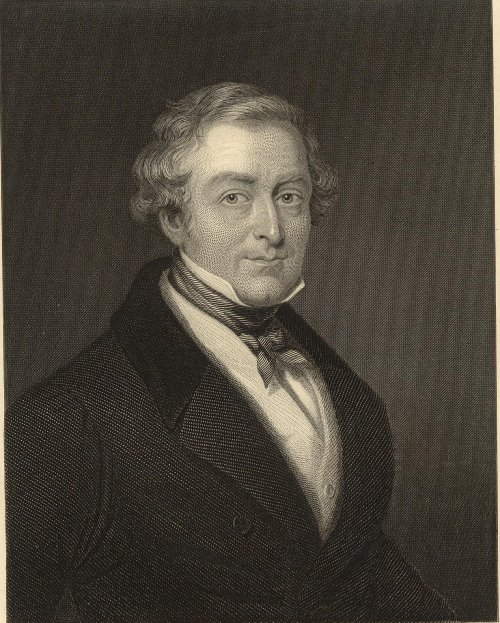
Robert Peel, Premier Ministre tory qui abolit les Corn Laws

### Le triomphe de l'Angleterre «noire» sur l'Angleterre «verte»
L'attachement très relatif des milieux aristocratiques aux Corn Laws est manifeste quand on analyse la structure sociale des représentants au Parlement qui constituèrent la majorité dont Robert Peel disposa le 6 juin 1846 pour soutenir sa volonté de les abroger, fût-ce au prix de son suicide politique. C'est ainsi avec le soutien massif des Whigs, celui des deux partis britanniques de l'époque où les milieux aristocratiques étaient le plus massivement représentés, qu'il obtint gain de cause. Par ailleurs, chez les Tories, le pourcentage d'opposants à l'abrogation était, chez ceux des parlementaires à ne pas être propriétaires fonciers, à peine inférieur à celui de ceux qui disposaient d'un domaine (60 % contre 69 %). La lutte des classes dont les acteurs de l'époque se considéraient les protagonistes doit donc être relativisée, dans la mesure où l'aristocratie britannique était loin d'être vent debout contre l'abrogation. Les suites du vote confirmèrent le relatif consensus régnant au sein des élites britanniques, conformément à ce que Robert Peel avait prévu quand il déclarait à l'été 1846 que le but du libre-échange était de « terminer un conflit » : après l'abolition, les tensions s'atténuèrent entre les classes bourgeoises et une aristocratie qui était parvenue, en les partageant, à ne pas perdre les rênes du pouvoir.
En fait, le combat autour des Corn Laws opposait plutôt les milieux bourgeois manufacturiers urbains à une Angleterre rurale, celle des fermiers et des châtelains vivant de l'agriculture, et qui refusait de voir en elle « une industrie comme les autres, susceptible d'être jugée selon les seuls critères de la rentabilité ». On constate ainsi que les députés tory élus dans des circonscriptions rurales s'opposèrent bien plus massivement à l'abrogation (à hauteur de 86 %) que leurs collègues des bourgs (50 à 63 % d'opposants).
On perçut dès cette époque le caractère symbolique – et décisif – de cette victoire, celle de l'Angleterre « noire » sur l'Angleterre « verte », pour les partisans d'un libre-échange qui s'établit par la suite durablement au Royaume-Uni. De fait, les conditions climatiques désastreuses de 1845 (les pluies abondantes de l'été et de l'automne 1845 ont fait dire à John Morley (1882) : « c'est la pluie qui emporta les lois sur les grains ») ne firent qu'officialiser et traduire en matière de politique douanière un bouleversement fondamental des rapports de forces entre milieux industriels et agrariens en trois décennies : comme le souligne Paul Bairoch, « si vers 1810 la valeur ajoutée de l'agriculture du Royaume-Uni dépassait encore de 70 % celle du secondaire, vers 1840 c'était celle du secondaire qui dépassait de 60 % celle de l'agriculture ».
Karl Marx voyait dans la "Ligue contre la loi sur les blés" une lutte de classe entre les propriétaires fonciers et les industriels britanniques : 
"[L'Anti Corn-Law League] se fixait pour objectif l'abolition des taxes sur l’importation des grains ; elle luttait contre les propriétaires fonciers partisans, eux, du maintien des taxes, et était animée par des industriels qui escomptaient que la libre importation du blé entrainerait une baisse du prix du pain et des salaires"

Karl Marx, L'Idéologie allemande.

### Un vote qui bouleverse la vie politique britannique
Reste que c'est paradoxalement un parlement et un gouvernement dominés par les Tories, élus en 1841 sur un programme qui prévoyait le maintien des Corn Laws, que ces dernières furent abolies. En fait, le pragmatisme du Premier ministre d'alors (Robert Peel), et plus généralement des élites politiques britanniques, peut sans doute être invoqué pour expliquer ce revirement. Le rôle majeur qu'aurait tenu la conjoncture économique et agricole difficile de l'époque, notamment la Grande famine en Irlande de 1845 et surtout 1846, est controversé. Si l'idée développée par le biographe de Richard Cobden John Morley en 1882 comme quoi « c'est la pluie qui emporta la loi sur les grains » (en référence aux mauvaises conditions météorologiques de l'été et de l'automne 1845) a régulièrement été reprise dans les ouvrages postérieurs, selon Gilbert Bonifas et Martine Faraut la catastrophe irlandaise ne fut pas déterminante : elle ne fournit qu'un prétexte de plus à Robert Peel pour supprimer des barrières douanières dont il était convaincu de l'inanité, voire de la nocivité, depuis plusieurs années déjà, sans pouvoir s'opposer frontalement jusque-là à la volonté du parti conservateur, dont il était issu, de les maintenir en l'état. 

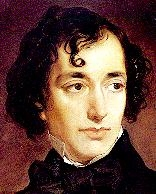
Benjamin Disraeli

Plusieurs arguments suscitèrent la conversion de Robert Peel à l'abolition (« repeal ») des Corn Laws. D'abord, il paraît au fil des années de plus en plus convaincu par l'argumentation libre-échangiste. Ensuite, il était conscient que la structure des fortunes aristocratiques avait changé et que la clientèle du parti conservateur avait donc bien moins qu'auparavant à perdre d'une libre ouverture des marchés agricoles. Surtout, Robert Peel craignait qu'en s'arc-boutant sur la défense de ses intérêts à court terme, l'aristocratie foncière ne compromette irrémédiablement sa réelle suprématie sur le pouvoir politique britannique. En restant sourde aux revendications venues de la bourgeoisie industrielle, loin de défendre le maintien de l'ordre social préexistant, elle risquerait d'entraîner, dans un contexte de développement de l'agitation chartiste, l'alliance objective des « middle-classes » et des classes populaires « pour réclamer bien plus, à savoir la fin du vote censitaire et le suffrage universel ». Peel fit en quelque sorte sienne la doctrine whig traditionnelle, selon laquelle « une politique de concession aux idées des gens respectables est la seule garantie contre le déchaînement de la violence des masses ».
C'est cette volonté de concéder le libéralisme économique pour éviter la démocratisation du système politique, de se concilier les classes moyennes pour se préserver de l'irruption des classes populaires dans le débat politique, qui explique que Peel, en janvier 1846, proclama dans un discours de trois heures son ralliement à l'abolition des Corn Laws. Ce fut pour cette même raison que les Lords, malgré les vifs débats que cela suscita, ne s'opposèrent pas, comme ils auraient pu le faire, à la réforme le 25 juin 1846. Mais cela n'empêcha pas cependant Robert Peel d'en payer, le jour même, le prix : contesté par un vote à la Chambre des communes, il dut démissionner sous la pression d'une fraction de députés tories protectionnistes, scandalisés par ce revirement. Menée par Benjamin Disraeli, leur révolte entraîna durablement la scission du parti conservateur entre les « Peelistes » (dont Gladstone) et leurs opposants (outre Disraeli, on trouve notamment dans ces rangs Lord Derby). Dès lors s'établit « une phase de fluidité et d'instabilité [...] dans la vie politique et parlementaire » britannique dont les libéraux surent tirer profit pendant plus de vingt ans.
Malgré les remous post-repeal, l'abolition constitua un évènement fondateur dans la culture politique britannique, dans la mesure où elle marqua l'émergence durable d'un consensus national autour des doctrines libre-échangistes, consensus suffisamment puissant pour que cet attachement au libre-échange constitue un élément déterminant de l'identité britannique, la Grande-Bretagne se définissant elle-même comme la « nation du libre-échange ». De fait, il faudra attendre 1931 pour que le Royaume-Uni y renonce officiellement et renoue avec les pratiques protectionnistes. Comme le souligne Frank Trentmann, le libre-échange fut « ce qui s'approcha le plus d'une idéologie nationale » britannique, idéologie exportable au même titre que la démocratie parlementaire britannique. Une part importante de la population britannique, y compris les working classes, était alors attachée au libre échange dans la mesure où il était censé éviter que l'État, par des interventions trop nombreuses, privilégie telle classe sociale ou tel groupe d'intérêt

### Une décision sans grande conséquence à court et moyen terme
Pour autant, si le vote sur l'abolition des Corn Laws constitua un séisme politique au Royaume-Uni, il n'eut pas en matière économique les effets attendus – craints ou espérés selon les camps.

#### En matière d'exportations de produits industriels britanniques
Tout d'abord, la libéralisation des échanges agricoles ne développa que marginalement les marchés extérieurs des industriels britanniques. En effet, les libre-échangistes tablaient sur l'effet multiplicateur des importations de céréales, facteur d'augmentation de pouvoir d'achat des pays qui les fournissaient au Royaume-Uni, et dont le surcroît de revenu ainsi obtenu était censé être investi dans l'achat de biens manufacturés produits sur le sol anglais. Or, dans les faits, « on ne constate pas d'essor spectaculaire des exportations anglaises vers ses trois principaux fournisseurs de céréales, la Russie, la Prusse et les États-Unis, malgré la nette augmentation des achats de grains à ces pays ».
Certes, des mécanismes multilatéraux avaient pu favoriser indirectement le développement du commerce britannique vers l'outre-mer, mais il ne semble pas pour autant que la politique de libre-échange plus ou moins « unilatéral » (Paul Bairoch) de la Grande-Bretagne ait augmenté significativement ses exportations en volume comparativement à la période précédente.
Ainsi, le taux de croissance moyen annuel des exportations augmenta de seulement 0,4 points à la suite de l'abolition des Corn Laws, s'établissant à 4,7 % pour la période 1846-1873, contre 4,3 % entre 1814 et 1846. Mieux, une analyse plus fine des variations de taux de croissance d'année en année montre une périodisation indépendante des changements de politique en matière douanière : la croissance est assez lente de 1815 à 1826, elle s'accélère nettement ensuite, avec un taux moyen de 5,6 %, jusqu'en 1856. Pour la période suivante (1856-1873), le taux n'est plus que de 3,8 %, niveau équivalent à ce qu'il était avant 1826.

#### En matière de prix agricoles au Royaume-Uni
Surtout, la chute escomptée des prix agricoles tarda à se réaliser et ne contribua donc pas à l'élargissement du marché intérieur des produits manufacturés qu'elle était censée favoriser. Loin de s'effondrer sous la pression d'importations désormais libres, les prix des céréales calculés en moyennes quinquennales, malgré des fluctuations importantes à court terme, se maintinrent, sur la période 1845-1874, à un niveau oscillant entre 49 et 55 shillings/quarter, c'est-à-dire à peine plus bas que celui de la période 1820-1846,, en partie du fait de la croissance économique mondiale des années 1850 qui entretient la demande.
Sans doute les prix auraient-ils été un peu plus élevés si les Corn Laws avaient été maintenues. Reste que « le pain libre-échangiste » se révéla bien moins bon marché qu'on ne l'avait vanté et n'engagea pas l'élargissement tant espéré du marché intérieur pour les produits manufacturés : « le libre-échange n'inaugura pas une ère de cheap food et il ne peut donc avoir stimulé la demande interne de produits industriels ».
En revanche, les vingt-cinq années qui suivirent la décision de Robert Peel constituèrent une réelle période de prospérité pour l'agriculture britannique, « avec des prix qui, sans être élevés, assuraient de bon profits à ceux qui exploitaient efficacement de grandes fermes sur les sols les mieux adaptés à cette céréale – c'est-à-dire avant tout les sols légers du Sud et de l'Est ». Comment expliquer une telle stabilité du système agricole alors même que les protections douanières avaient disparu et que les importations se développaient massivement (en vingt ans, celles-ci furent multipliées par trois, assurant une part toujours croissante de la consommation de blé de la population anglaise : 27 % de 1849 à 1859 et 40 % de 1860 à 1868, contre 7 % de 1829 à 1846) ?
Si le choc du libre-échange que devaient subir les agriculteurs britanniques fut différé d'un quart de siècle, c'est d'abord parce que la demande intérieure ne cessa de croître du fait à la fois de la croissance démographique et de l'amélioration du revenu réel moyen des Britanniques. Surtout, le blé étranger ne pouvait submerger le marché britannique dans la mesure où les réserves mondiales de blé disponibles étaient faibles. Les tensions en termes de croissance de la demande étaient fortes en Europe continentale où la croissance démographique soutenait largement la comparaison avec le Royaume-Uni. En outre, les guerres de Crimée et de Sécession interrompirent les flux de blés russes et américains, ces derniers étant par ailleurs freinés, d'abord par les difficultés à faire circuler le grain des Grandes Plaines vers les ports de la Côte Est, ensuite par l'augmentation de la demande intérieure après la guerre de Sécession.

#### Unecheap foodretardée d'un quart de siècle
Ce n'est qu'à la fin des années 1870 que l'agriculture britannique se retrouva en situation de crise et vit son marché domestique envahi par les productions étrangères, dans un contexte de chute généralisée des prix agricoles : après avoir été peu sensible pendant 25 années, la décision de 1846 prenait pleinement effet.
D'une part, le Royaume-Uni entra pour de bon dans l'ère du « cheap food » (« nourriture bon marché ») : les produits alimentaires à bas prix venus des « pays neufs » (États-Unis, Argentine, Canada, Australie, Nouvelle-Zélande...)  submergèrent le marché britannique et permirent aux revenus réels d'augmenter malgré la Grande Dépression. Ce gain d'un coût désormais faible des denrées alimentaires se fit cependant au prix du sacrifice, sinon de l'agriculture nationale, du moins de sa branche céréalière. Du fait de la place réduite, dès avant la Grande Dépression, du secteur agricole dans l'économie britannique, « on considère en général que le solde de ces deux phénomènes fut largement positif pour l'Angleterre », même si la baisse des revenus des agriculteurs a pu par ailleurs assombrir ce bilan dans la mesure où leurs achats de biens industriels ont pu s'en ressentir.